# J.D.マーティン
ジョン・デイル・マーティン（John Dale Martin, 1983年1月2日 - ）は、アメリカ合衆国・カリフォルニア州リッジクレスト出身のプロ野球選手（投手）。右投右打。現在は、フリーエージェント（FA）。

## 経歴

### プロ入りとインディアンス傘下時代
2001年のMLBドラフトでクリーブランド・インディアンスに1巡目（全体35位）で指名され入団。
2003年にはA+級キンストン・インディアンスで5勝3敗、2004年にはA+キンストンで11勝10敗の成績を残した。
2005年はAA級アクロン・ラバーダックスで10試合に登板し、3勝1敗、防御率2.38の成績を残していたが、右肘を故障しトミー・ジョン手術を受けた。これによりシーズン後半を全休した。
2006年前半に復活登板を果たした。
2008年はAA級アクロンで11勝、AAA級バッファロー・バイソンズで1勝を挙げた。11月3日にFAとなった。

### ナショナルズ時代
2008年11月24日にワシントン・ナショナルズとマイナー契約を結んだ。
2009年はAAA級シラキュース・チーフスで開幕を迎え、7月19日にスコット・オルセンの怪我に伴いメジャーに初昇格。20日のニューヨーク・メッツ戦でメジャー初登板初先発。5度目の先発登板となった8月9日のアリゾナ・ダイヤモンドバックス戦で5回を1失点に抑え、メジャー初勝利を挙げた。この年は15試合に登板し、5勝4敗、防御率4.44の成績を残した。
2010年は1勝5敗の成績にとどまり、オフにマイナー契約で残留した。
2011年はメジャー昇格の機会はなく、AAA級シラキュースでプレーした。オフにFAとなった。

### マーリンズ傘下時代
2011年12月2日にマイアミ・マーリンズとマイナー契約を結び、翌年のスプリングトレーニングに招待選手として参加することになった。2012年はAAA級ニューオーリンズ・ゼファーズで29試合に登板し、6勝9敗、防御率5.95の成績を残したが、オフにFAとなった。

### レイズ傘下時代
2013年1月10日にタンパベイ・レイズとマイナー契約を結び、スプリングトレーニングに招待選手として参加することになった。開幕後はAAA級ダーラム・ブルズに配属され、27試合に登板し、16勝4敗、防御率2.75の成績で、インターナショナルリーグのMVPを獲得した。9月23日にDFAとなった。

### サムスン時代
2013年12月12日に、KBOリーグのサムスン・ライオンズと契約した。2014年は24試合（うち先発23試合）に登板し、9勝6敗、防御率4.78の成績を残したが、同年限りで退団した。

### サムスン退団後
2015年は所属球団なく、2016年3月31日に独立リーグ・アトランティックリーグのランカスター・バーンストーマーズと契約。
2016年6月9日にワシントン・ナショナルズとマイナー契約を結んだ。またこの年より本格的にナックルボーラーに転身した。2017年7月5日に自由契約となった。
2018年2月15日にタンパベイ・レイズとマイナー契約を結んだ。この年はAA級モンゴメリー・ビスケッツで25試合（うち先発22試合）に登板し、8勝10敗、防御率4.49の成績を残した。オフにFAとなった。
2019年2月25日にロサンゼルス・ドジャースとマイナー契約を結んだ。オフにFAとなった。